# ダンシング・クィーン (映画)
『ダンシング・クィーン』（原題：댄싱퀸）は、2012年公開の韓国映画。監督はイ・ソクフン。主演はファン・ジョンミン、オム・ジョンファ。
日本では2012年9月14日に「アジアフォーカス 福岡国際映画祭 2012」にて上映され、2013年10月12日に本公開された。

## ストーリー
かつては「新村のマドンナ」と呼ばれていたジョンファ（オム・ジョンファ）のもとに、ダンス歌手になれるという人生一大のチャンスが訪れる。しかし、長い間夢見ていたことへの挑戦に喜んだのも束の間、「ソウル市長選に出馬することになった」という弁護士の夫ジョンミン（ファン・ジョンミン）の爆弾発言が舞い降りる。ダンスユニットのテストメンバーとなったジョンファは、歌手とソウル市長候補の妻という二重生活を送ることになる。

## キャスト
- ファン・ジョンミン：ファン・ジョンミン
- オム・ジョンファ：オム・ジョンファ
- イ・ハンウィ（朝鮮語版）：イ・ハンウィ
- ラ・ミラン：イ・ミョンエ
- イ・テヨン：カン・ピルジェ
- チョン・ギュス（朝鮮語版）：チュ・ミョング
- ソ・ドンウォン（朝鮮語版）：ファン・ジョンチョル
- オ・ナラ：ラリ
- チェ・ウリ：リンダ
- ハン・スア：イブ
- イ・アラン：ドロシー
- パク・サラン：ファン・ヨンウ
- パク・ジョンミン：ポグリ
- ヨ・ムヨン：民進党代表
- クォン・ビョンギル：チョン・ファブ
- ソン・ビョンスク：チョン・ファモ
- イ・ヒョリ：『スーパースターK』審査員　※特別出演
- ギル (歌手)（朝鮮語版）：『スーパースターK』審査員　※特別出演
- マ・ドンソク：ゲイカップル1　※友情出演
- チョ・ダルファン（朝鮮語版）：ローディー　※友情出演

## 受賞
- 第48回百想芸術大賞：映画部門 女性最優秀演技賞（オム・ジョンファ）
- 福岡国際映画祭：熊本市賞